# Alfred Ramos González
Alfred Ramos González (n. Castellón de la Plana, 1951) es un maestro, investigador y escritor.

## Biografía
Durante los años setenta formó parte del cine independiente valenciano y, junto a Joan Vergara, escribió y dirigió los cortometrajes Terres d'arròs (1972) y Carles Salvador: Elogi d'un xiprer (1979). Es también coautor del guion del documental València: Un passeig en el temps, producido en 1989 por el Ayuntamiento de Valencia.
Miembro fundador de Associació per a la Correspondència i la Impremta Escolar (ACIES) y del Moviment Cooperatiu d'Escola Popular del PV (MCEP-PV), participó en la organización de las primeras Escoles d'Estiu del PV (1976-78). Sus trabajos como profesional en la enseñanza incluyen los libros de lengua Sambori (1980), Raïm de pastor (1983) y las series Baladre (1986-1987), Alimara (1992-1994) y Ortografia. Treball sistemàtic (1995-1997).
Una parte de su trabajo como escritor, en colaboración con Francesc Martínez, se ha centrado en estudiar la prensa local y comarcal en los proyectos La premsa local i comarcal de l'Horta Sud (1997), Les cartelleres de l'Horta Sud (2002) y Temps de foscor: La premsa de l'Horta Sud en el franquisme (2003). Participó también en los libros colectivos Mirades sobre l'Horta Sud (2005), L'escola que hem viscut (2005) y 23F, vint-i-cinc anys després (2006).
Como autor de creación ha publicado El llibre de Pau (1976), junto a M.ª Victoria Navarro y Tere Pitxer, El fantasma del carrer Cavallers (1998) y Presoners a les Torres de Quart (2020). Ha escrito alrededor de cuatrocientos artículos en publicaciones como Papers de l'Horta, Que y donde, Levante-EMV, El Punt, El Temps, Mètode y la revista Saó, de la cual es miembro del consejo de redacción y responsable de la sección de cine. Fue director de la revista Celobert (1993-98) y director literario de Edicions del Bullent (1993-97), Abril Edicions (1998-2009) y dirigió la colección Estudis Locals Pont Vell editada por el Ajuntament de Picanya (1997-2011).
Ha sido comisario de las exposiciones: Vint anys de premsa local i comarcal de l'Horta Sud (1976-1996), con Francesc Martínez, organizada en 1996 por el Ideco de l'Horta Sud; Centenari de Célestin Freinet (1896-1996), con Ferran Zurriaga y Albert Dasí, organizada por el MCEP.PV en 1996; 50 Anys, construint una escola en valencià (2017), con Ferran Zurriaga y Pilar Calatayud, organizada por el CMJF, con el apoyo de la Acadèmia Valenciana de la Llengua; Jorge Mistral.Centenari (1920-2020), organizada por el Ayuntamiento de Aldaia en 2020; Carme Miquel: Una mestra del País (2023), con Carmen Agulló, Adela Costa, Mercé Viana y Alexandra Usó, entre otros, organizada por Escola Valenciana.
En relación a la pedagogía Freinet es autor de Els mestres valencians de la CETEF (Cooperativa Espanyola de la Tècnica Freinet) 1933-1939, La revista Escola (1965-1969) y Mestres de la impremta. El moviment Freinet valencià (1931-1939), con este último libro ha ganado el Premio Baldiri Reixac 2015 en la modalidad de estudio, investigación y ensayo pedagógico, concedido por la Fundació Lluís Carulla de Barcelona. També es destacable La represa del moviment Freinet (1964-1974), coordinado con Ferran Zurriaga, que recibió el premio Joan Lluís Vives (2020), en la categoría de mejor libro de ciencias sociales, artes y humanidad otorgado por la Xarxa Vives d'Universitats, y L'Escola Moderna: el moviment Freinet Valencià (1962-1977), editado por la Universitat Jaume I de Castelló de la Plana.
Ha recibido los premios Joanot Martorell (1978), Raquel Payà (1990) y, junto a Francesc Martínez, el VI Premi d'Investigacions de l'Horta Sud (1996) i Benvingut Oliver d'Investigació Històrica (2002). Además del Premi Guaix Escola Valenciana (2011), Jaume I de l'Alcúdia (2012), Baldiri Reixac (2015) y Joan Lluis Vives (2020), amb Ferran Zurriaga. Ha sido presidente del Institut d'Estudis Comarcals de l'Horta Sud (IDECO), 2016-21. En la actualidad es el presidente del Centre d'Estudis Locals de Picanya (CEL).

## Obras [modifica]
- El llibre de Pau, 1976, con Mª Victòria Navarro y Tere Pitxer, ISBN 84-85104-01-3, Edicions l'Estel.
- Sambori, 1980, con Adela Costa y Marisa Lacuesta, ISBN 84-00-04671-4, Institució Alfons el Magnànim.
- Raïm de pastor, 1983, con Marisa Lacuesta, ISBN 84-7575-007-9, Gregal LLibres.
- Baladre, 1986-1987, con Josep Franco, ISBN 84-294-2504-7, Editorial Santillana
- Alimara, 1992-1994, con Josep Franco y Mercé Viana, ISBN, 84-87938-16-7, Edicions Voramar
- La premsa local i comarcal de l'Horta Sud, 1997, con Francesc Martínez, ISBN 84-923325-0-6, Ideco de l'Horta Sud.
- El fantasma del carrer Cavallers, 1998, ISBN 84-923712-5-0, Abril Edicions.
- Temps de foscor: La premsa de l'Horta Sud en el franquisme (1939-1975), 2003, ISBN 84-86787-82-3, con Francesc Martínez, Ajuntament de Catarroja.
- Ciclisme en la sang, 2007, DL V3065-2005, Edicions Pont Vell de l'Ajuntament de Picanya.
- Carles Salvador. Elogi a un xiprer, 2010, con Joan Vergara, ISBN 978-84-92768-44-8, Denes Editorial.
- Els mestres valencians de la CETEF (Cooperativa Espanyola de la Tècnica Freinet), 2014. ISBN 978-84-96839-61-8, Universitat de València.
- Mestres de la impremta. El moviment Freinet valencià (1931-1939), 2015. ISBN 978-84-16356-38-6.
- La represa del moviment Freinet (1964-1974), 2019, ISBN 978-84-17900-27-4, Universitat Jaume I de Castelló de la Plana.
- Presoners a les Torres de Quart (Contes per a tu)), 2020, ISBN 978-84-949087-7-4, Perifèric Edicions.
- L'Escola Moderna: el moviment Freinet Valencià (1962-1977), 2022, ISBN 978-84-18951-64-0, Universitat Jaume I de Castelló de la Plana.
- Educación. Revista infantil mensual de Benissa (1933), 2024, con Pere Cabrera y Manuel Juan, ISBN 978-84-88140-22-7, Ajuntament de Benissa.